# Ricky Hatton
Sir Richard John Hatton (Stockport, 6 ottobre 1978) è un ex pugile, dirigente sportivo e allenatore di pugilato britannico, visto da molti come uno dei migliori combattenti d'oltremanica.

## Carriera
Soprannominato "The Hitman", è stato campione IBF e WBA dei pesi superleggeri, WBA dei welter e IBO dei superwelter. Il suo record da boxeur professionista vede 45 vittorie (32 per KO, 12 ai punti e 1 per squalifica) e 3 sconfitte, avvenute contro Floyd Mayweather, Jr., Manny Pacquiao (sconfitto al secondo round) e Vlacheslav Senchenko.
Nel 2011 ha annunciato il ritiro dalla carriera pugilistica, dopo la quale si è dedicato al ruolo di promoter sempre nel campo della boxe. Un anno più tardi ha però deciso di tornare sul ring sfidando il 24 novembre 2012 il pugile ucraino Vlacheslav Senchenko uscendo però sconfitto per KO al nono round.
Hatton è molto popolare anche fuori dal ring. Tifoso del Manchester City, è molto amico di Liam e Noel Gallagher degli Oasis e del calciatore Wayne Rooney. Il pugile ha attirato verso di sé l'attenzione di numerosi fan che abitualmente hanno un sostegno canoro durante i suoi combattimenti. La canzone di incitamento più celebre è una versione modificata della canzone di Natale Winter Wonderland. Le parole usate dai fan sono: There's only one Ricky Hatton, One Ricky Hatton, Walking along, Singing a song, Walking in a Hatton wonderland.